# Bulwar ks. Aleksandra Zienkiewicza we Wrocławiu

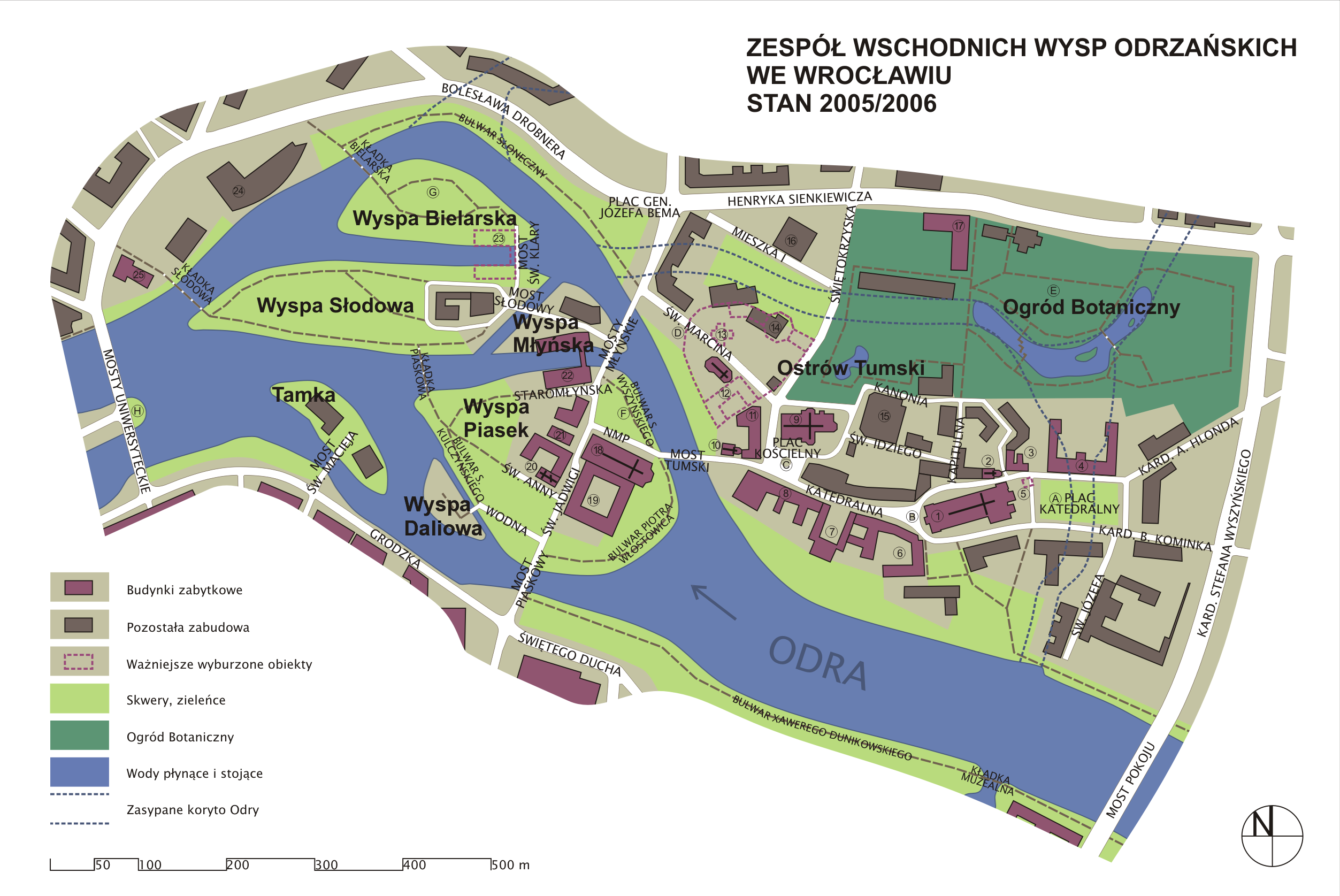
Śródmiejski Węzeł Wodny górny

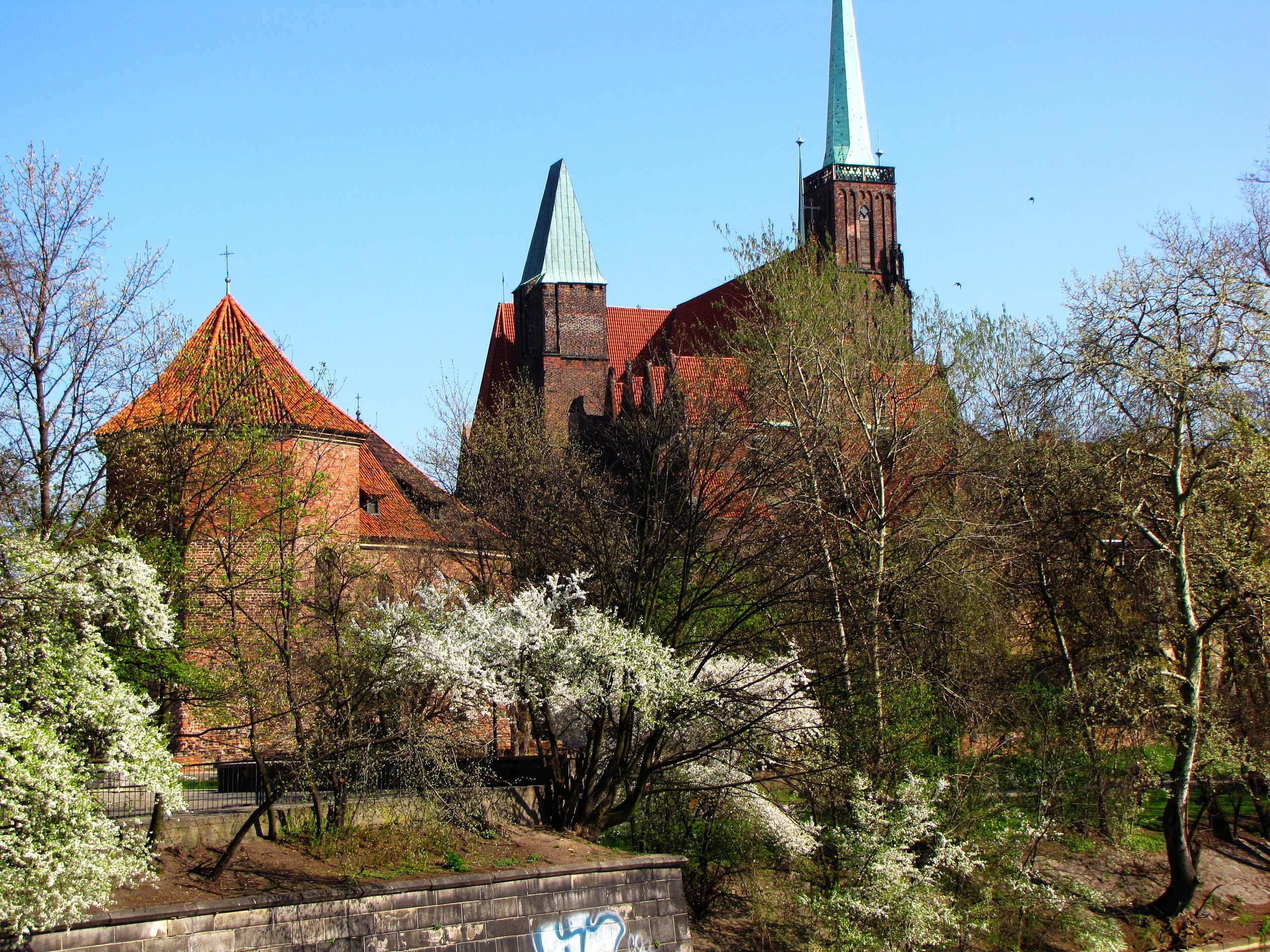
bulwar widziany z Mostów Młyńskich

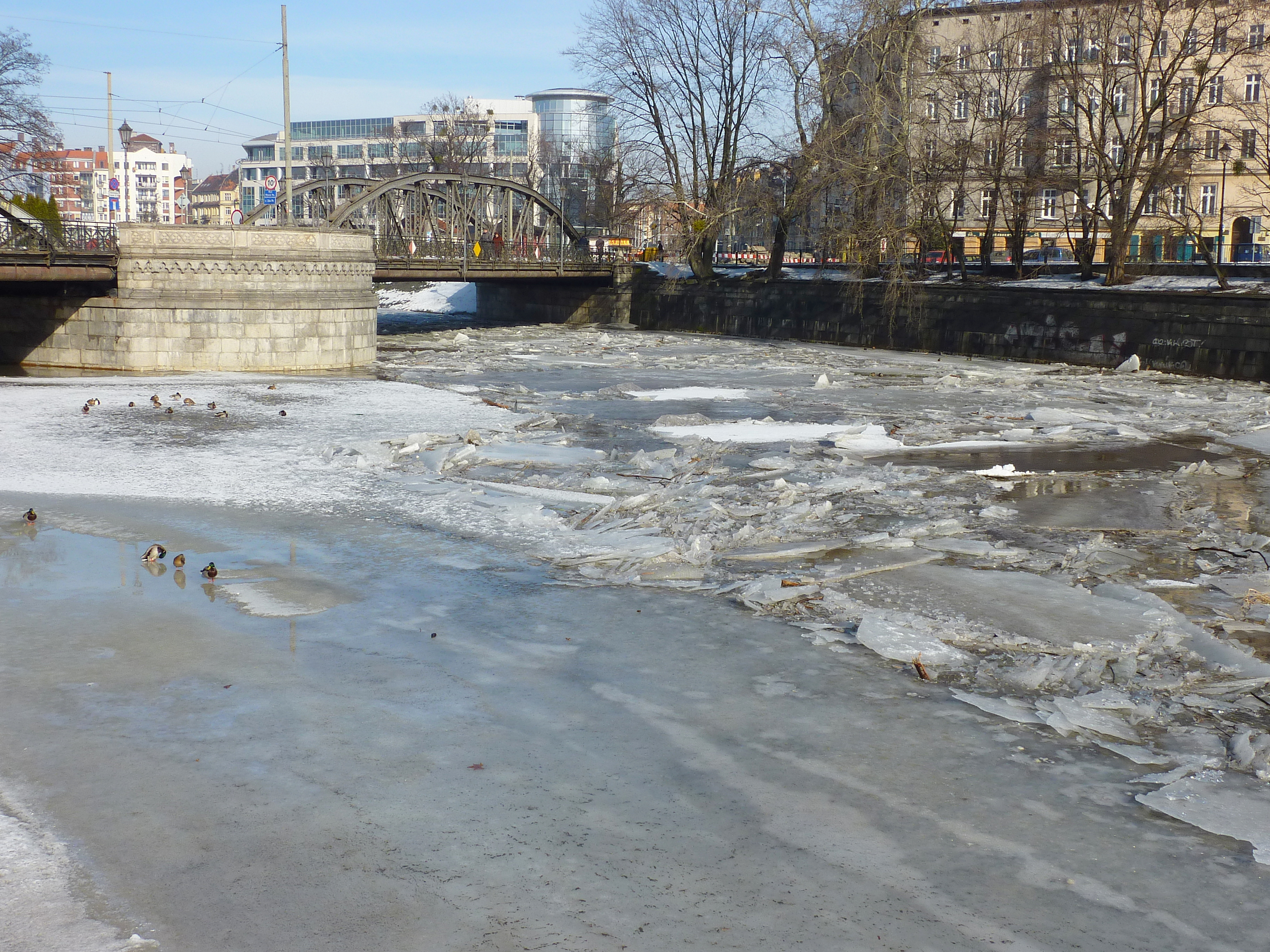
po prawej Bulwar ks. Aleksandra Zienkiewicza

Bulwar ks. Aleksandra Zienkiewicza (wcześniej Bulwar św. Marcina) we Wrocławiu, to bulwar położony na północnym, prawym brzegu rzeki Odry, jej śródmiejskiego ramienia – Odry Północnej, na południowy wschód od Mostów Młyńskich (powyżej mostów). Jest to bulwar spacerowo–widokowy położony na Ostrowie Tumskim. Bulwar ten ma bezpośrednie powiązanie z kolejnymi bulwarami zlokalizowanymi wzdłuż brzegu Odry Północnej, tj. z Bulwarem Słonecznym i dalej z Bulwarem Józefa Zwierzyckiego, a przez Mosty Młyńskie z bulwarami Wyspy Piasek (Bulwar kard. Stefana Wyszyńskiego, Bulwar Piotra Włostowica, Bulwar Stanisława Kulczyńskiego). Z bulwaru można podziwiać panoramę mostów: Mostu Tumskiego, Mostów Młyńskich oraz obiektów położonych po przeciwnej stronie koryta Odry – budynki Kościoła Najświętszej Marii Panny, Młyna Maria oraz sam Bulwaru kard. Stefana Wyszyńskiego z pomnikiem kardynała Bolesława Kominka. Postulowane było w miejscowym planie zagospodarowania przestrzennego z 1999 roku przedłużenie bulwaru do Mostu Tumskiego, z udostępnieniem w określonych godzinach terenu ogrodu przy Kościele św. Piotra i św. Pawła, gdzie znajdują się inne zabytkowe obiekty. Na prawym brzegu w miejscu tym znajdowały się niegdyś południowe mury Zamku Piastów Śląskich.
Bulwar położony jest wzdłuż brzegów koryta rzeki ukształtowanych w pobliżu Mostów Młyńskich jako mur oporowy, oblicowany okładziną kamienną, a dalej jako skarpa i brzeg umocniony u jej podstawy.
| obiekt                                                                                                 | opis      | fotografia |
| --- | --------- | ---------- |
| Mosty Młyńskie (południowy: nr rej. 328/Wm z 15.10.1976 r.) (północny: nr rej. 329/Wm z 15.10.1976 r.) | most      |            |
| Ulica Świętego Marcina                                                                                 | ulica     |            |
| Pomnik Jana XXIII                                                                                      | pomnik    |            |
| Kościół Świętego Marcina ( nr rej. 5 z 26.11.1947 r. oraz 428/81 z 6.02.1962 r.)                       | świątynia |            |
| Kościół św. Piotra i św. Pawła ( nr rej. 4 z 25.11.1947 r. oraz 432/192 z 15.02.1962 r.)               | świątynia |            |